# Jean Michaël Seri
Jean Michaël Seri (født 19 Juli 1991) er en ivoriansk professionel fodboldspiller, som spiller for EFL Championship-klubben Hull City og Elfenbenskystens landshold.